# Carte mémoire
Pour les articles homonymes, voir Carte mémoire (apprentissage), Carte et Mémoire informatique.

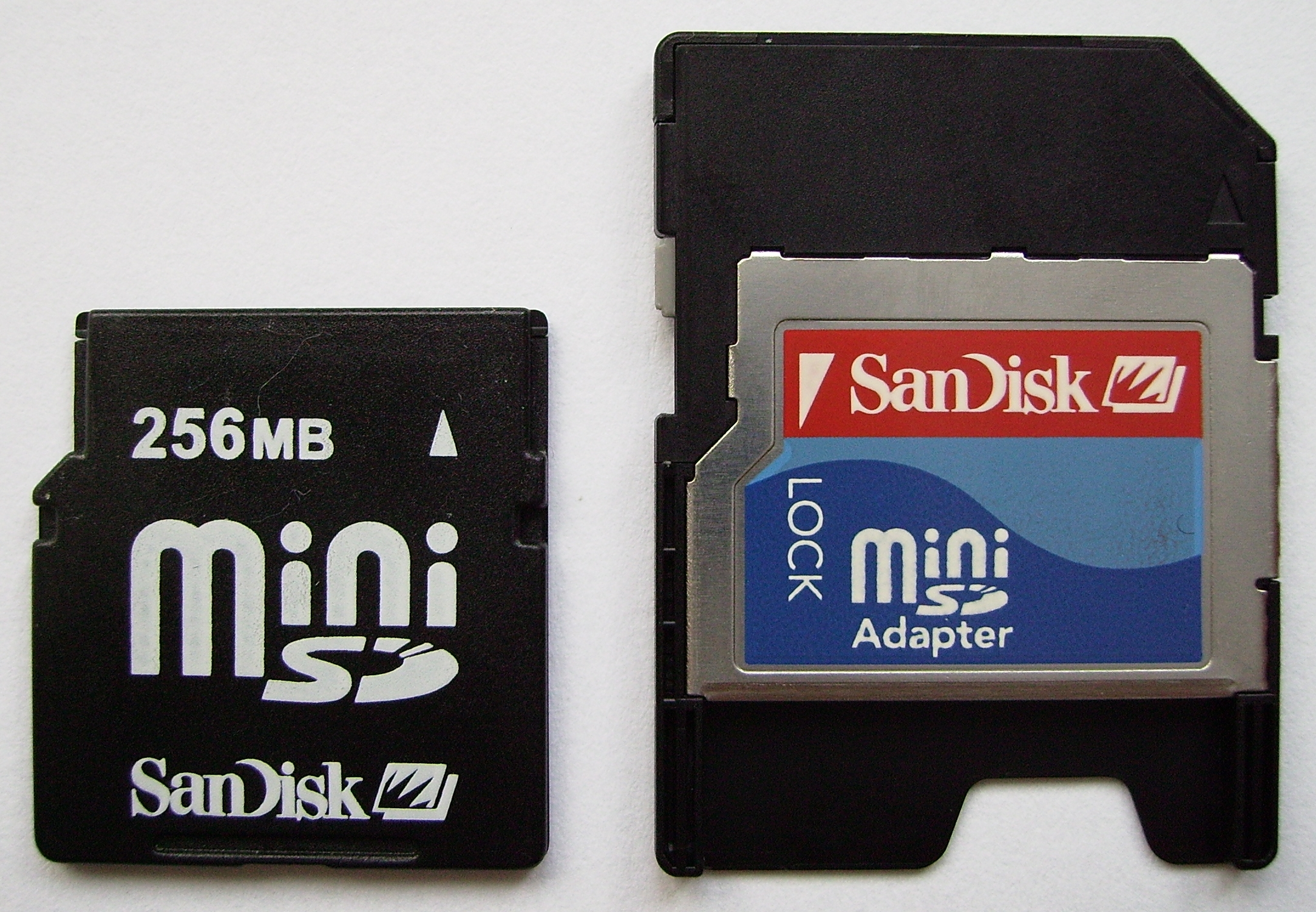
Carte MiniSD et adaptateur.

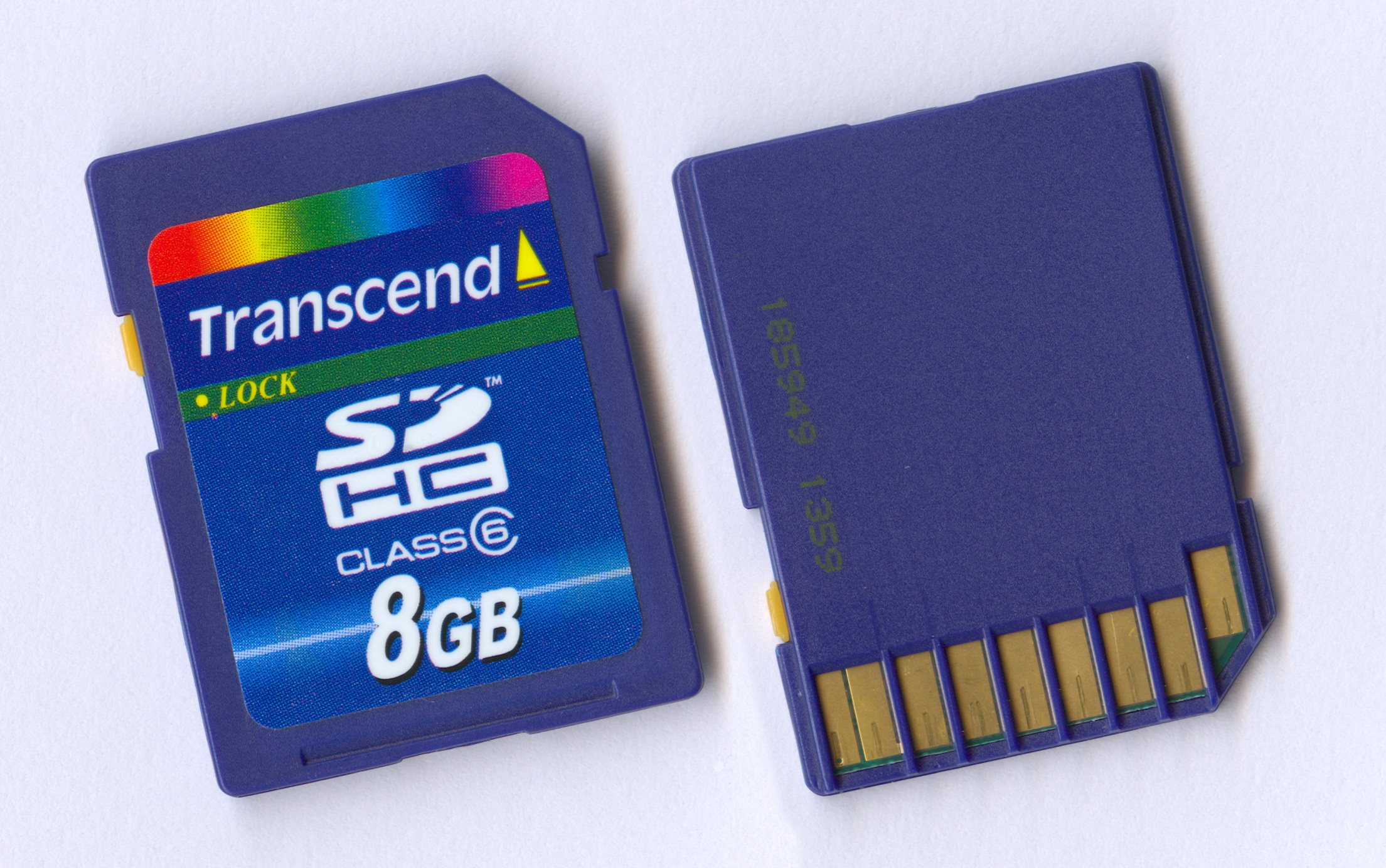
Carte SDHC.

Une carte mémoire est un type de mémoire informatique utilisée, le plus souvent, pour le stockage des clichés numériques dans les appareils photo numériques (APN), pour la sauvegarde de parties sur consoles de jeux vidéo, mais aussi dans des lecteurs de musique MP3 ou des appareils électroniques professionnels tels que des stations totales.

## Lecture

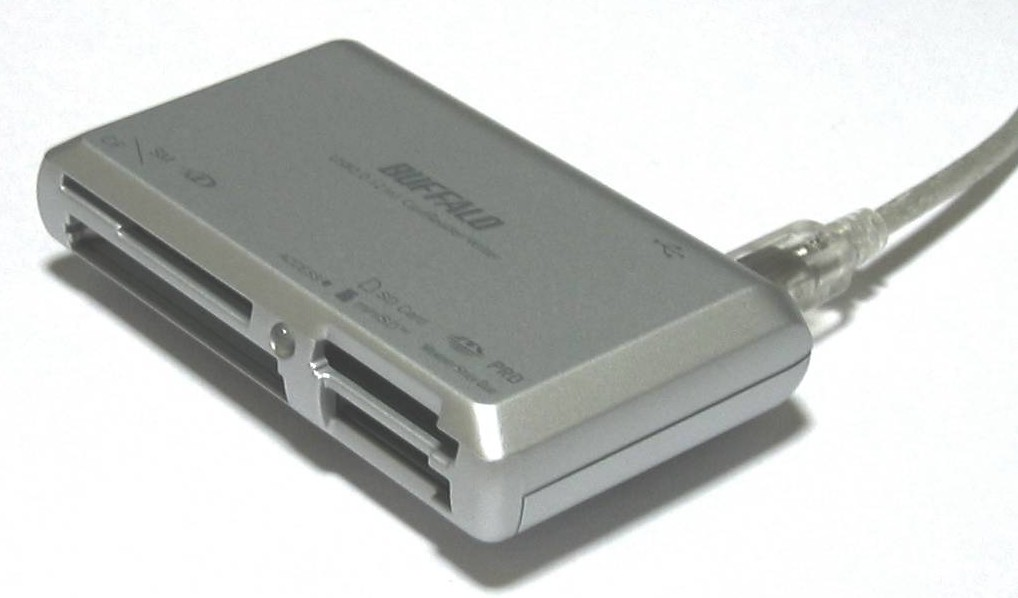
Lecteur multi-format (Compact Flash, Microdrive, Memory Stick, Memory Stick PRO, SD, MMC, Smart Media, xD).

Une carte mémoire peut se lire avec un lecteur de carte.

## Compatibilité

### Compatibilité matérielle
Dans le domaine de l'imagerie numérique, chaque type de carte n'est compatible qu'avec certains appareils photo numériques. Les appareils photo numériques supportant plus d'un type de carte font figure d'exceptions. Cependant, il existe sur le marché de petits boîtiers multilecteurs (en anglais : Multi-Card Reader), utilisables par le port USB ou PCMCIA de l'ordinateur, ou intégrés dans les ordinateurs fixes ou portables, et capables de lire de nombreux formats. Il existe également des adaptateurs pour lire un type de carte sur un appareil destiné à lire un autre type : par exemple lire une CompactFlash sur un port PCMCIA. Toutefois, ces adaptateurs peuvent lire un type de carte qui est compatible. Comme dans l'exemple CompactFlash et PCMCIA, ces deux formats sont compatibles puisque les cartes CompactFlash sont en quelque sorte des cartes PCMCIA miniaturisées.

### Compatibilité logicielle
D'un point de vue logiciel, généralement ces cartes sont incompatibles les unes avec les autres ; par exemple, une carte mémoire pour une console Sony ne fonctionne pas pour une console Nintendo et réciproquement.

## Différentes cartes

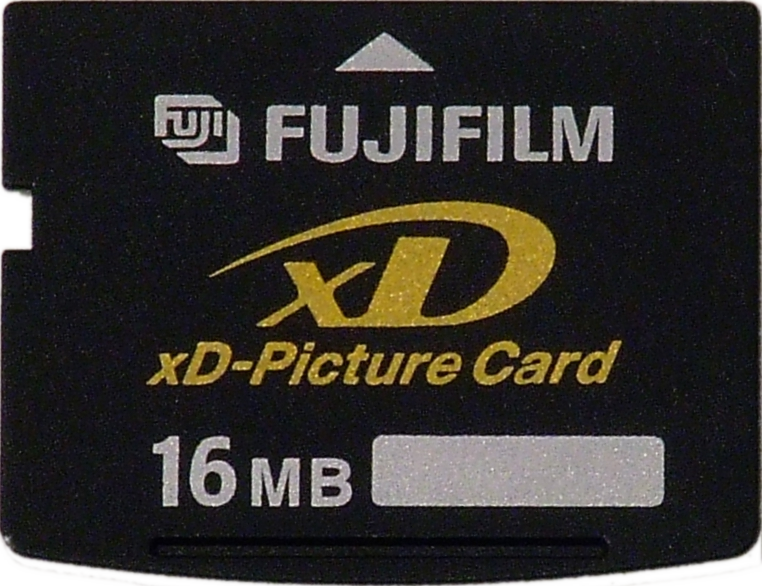
Carte XD.

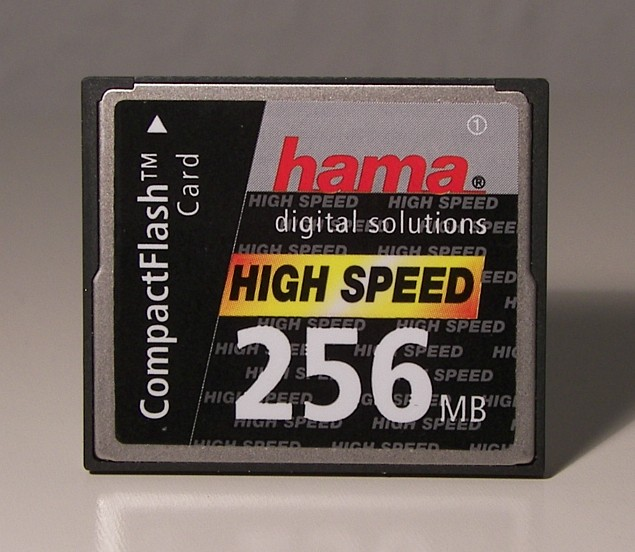
Carte CompactFlash.

- La carte SD ou Secure Digital. En 2016, elle est la plus répandue et offre une capacité maximale de 512 Go[1] (les capacités théoriques maximales sont de 4 Go pour les SD de première génération (SDSC), 32 Go pour les versions SDHC, et 2 To pour les SDXC) ;
- La carte CF ou CompactFlash. Autrefois la plus répandue, elle est progressivement abandonnée dans le cadre d'un usage grand public, mais reste cependant privilégiée par les professionnels. Elle offre en septembre 2008 une capacité maximale de 100 Go. La capacité théorique maximale était limitée à 137 Go jusqu’en 2010, mais les spécifications CF5.0 publiées en février de cette même année permettent de porter cette capacité théorique à 144 pétaoctets, grâce à un adressage sur 48 bits[2] ;
- La carte MS ou Memory Stick offre un stockage maximal de 32 Go fin 2016[3]. Elle est surtout utilisée par les APN de la marque Sony. Il y en a plusieurs variantes (Pro duo, micro...) et Sony a annoncé au CES 2010 qu'il commençait à produire des cartes au format SD et microSD.
- La carte xD ou XD-Picture Card offre un stockage maximal de 2 Go en septembre 2006. Elle est surtout utilisée par les APN des marques Olympus et Fujifilm ;
- La carte SM ou SmartMedia Card (Olympus et Fuji), très mince, d'une capacité maximale de 128 Mo, est abandonnée ;
- La carte MMC ou MultiMedia Card ;
- La carte PCMCIA, d'un gabarit plus important, se connectant directement sur le port PCMCIA des ordinateurs portables.

Liste des cartes mémoires disponibles sur le marché en 2006 :
- La famille des cartes MS :
  - Memory Stick
  - Memory Stick Duo
  - Memory Stick Micro M2
  - Memory Stick Pro
  - Memory Stick Pro Duo
- La famille des cartes SD :
  - Secure Digital
  - Mini Secure Digital
  - Micro Secure Digital
  - Secure Digital High Capacity
  - Secure Digital eXtended Capacity
- La famille des cartes MMC :
  - Multi Media Card
  - Multi Media Card Micro
  - Multi Media Card Mobile
  - Multi Media Card Plus
  - Multi Media Card Reduced Size
- Les autres familles :
  - CompactFlash
  - Micro Drive
  - Smart Media
  - xD Card
  - MiCARD
  - XQD

Les capacités existantes en septembre 2023[Quand ?] vont de 16 Mo à 2 To.
| Taille d'image                        | Capacité de la carte | Capacité de la carte | Capacité de la carte | Capacité de la carte | Capacité de la carte |
| Taille d'image                        | 256 Mo               | 512 Mo               | 1 Go                 | 2 Go                 | 4 Go                 |
| ------------------------------------- | -------------------- | -------------------- | -------------------- | -------------------- | -------------------- |
| 0,71 Mpx (1 004 × 708 px) 214 ko / A4 | 1 196                | 2 392                | 4 672                | 9 345                | 18 691               |
| 2,07 Mpx (1 920 × 1 080 px) 622 ko    | 411                  | 823                  | 1 607                | 3 215                | 6 430                |
| 3,15 Mpx (2 048 × 1 536 px) 944 ko    | 271                  | 542                  | 1 059                | 2 118                | 4 237                |
| 5,95 Mpx (2 816 × 2 112 px) 1,784 Mo  | 143                  | 286                  | 560                  | 1 121                | 2 242                |
| 10,01 Mpx (3 874 × 2 583 px) 3 Mo     | 85                   | 170                  | 333                  | 666                  | 1 333                |
| 15,04 Mpx (4 750 × 3 167 px) 4,51 Mo  | 56                   | 113                  | 221                  | 443                  | 886                  |

| Taille de vidéo                       | Capacité de la carte | Capacité de la carte | Capacité de la carte | Capacité de la carte | Capacité de la carte |
| Taille de vidéo                       | 4 Go                 | 8 Go                 | 16 Go                | 32 Go                | 64 Go                |
| ------------------------------------- | -------------------- | -------------------- | -------------------- | -------------------- | -------------------- |
| 0,08 Mpx (320 × 240 px) 0,98 Mb/s     | 9,07 h               | 18,1 h               | 36,3 h               | 72,6 h               | 145,1 h              |
| 0,31 Mpx (640 × 480 px) 3,35 Mb/s     | 2,65 h               | 5,31 h               | 10,6 h               | 21,2 h               | 42,5 h               |
| 0,41 Mpx (720 × 576 px) 4,45 Mb/s     | 2,00 h               | 4,00 h               | 7,99 h               | 16,0 h               | 32,0 h               |
| 0,92 Mpx (1 280 × 720 px) 9,66 Mb/s   | 0,92 h               | 1,84 h               | 3,68 h               | 7,36 h               | 14,7 h               |
| 2,07 Mpx (1 920 × 1 080 px) 21,5 Mb/s | 24,8 min             | 49,6 min             | 1,65 h               | 3,31 h               | 6,61 h               |

Pour les consoles de jeu vidéo
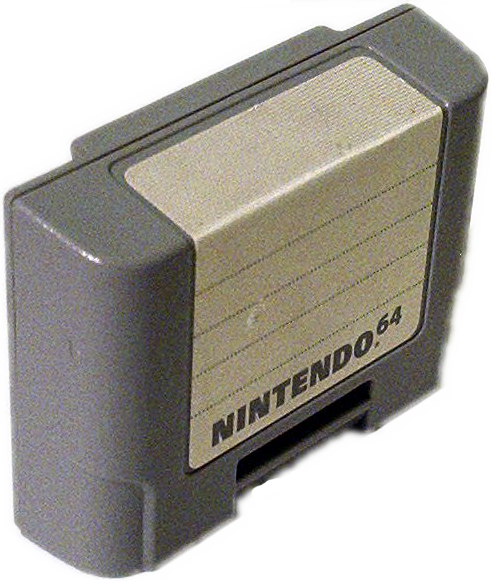
Pour la Nintendo 64.
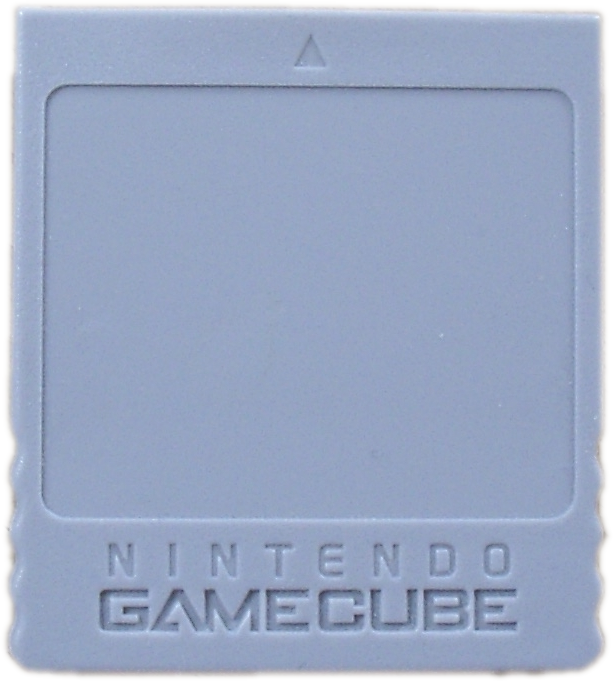
Pour la GameCube.
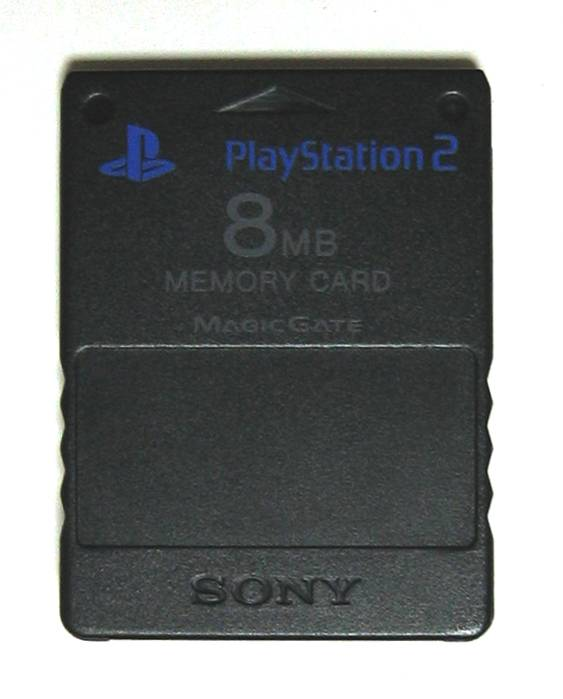
Pour la PlayStation 2.
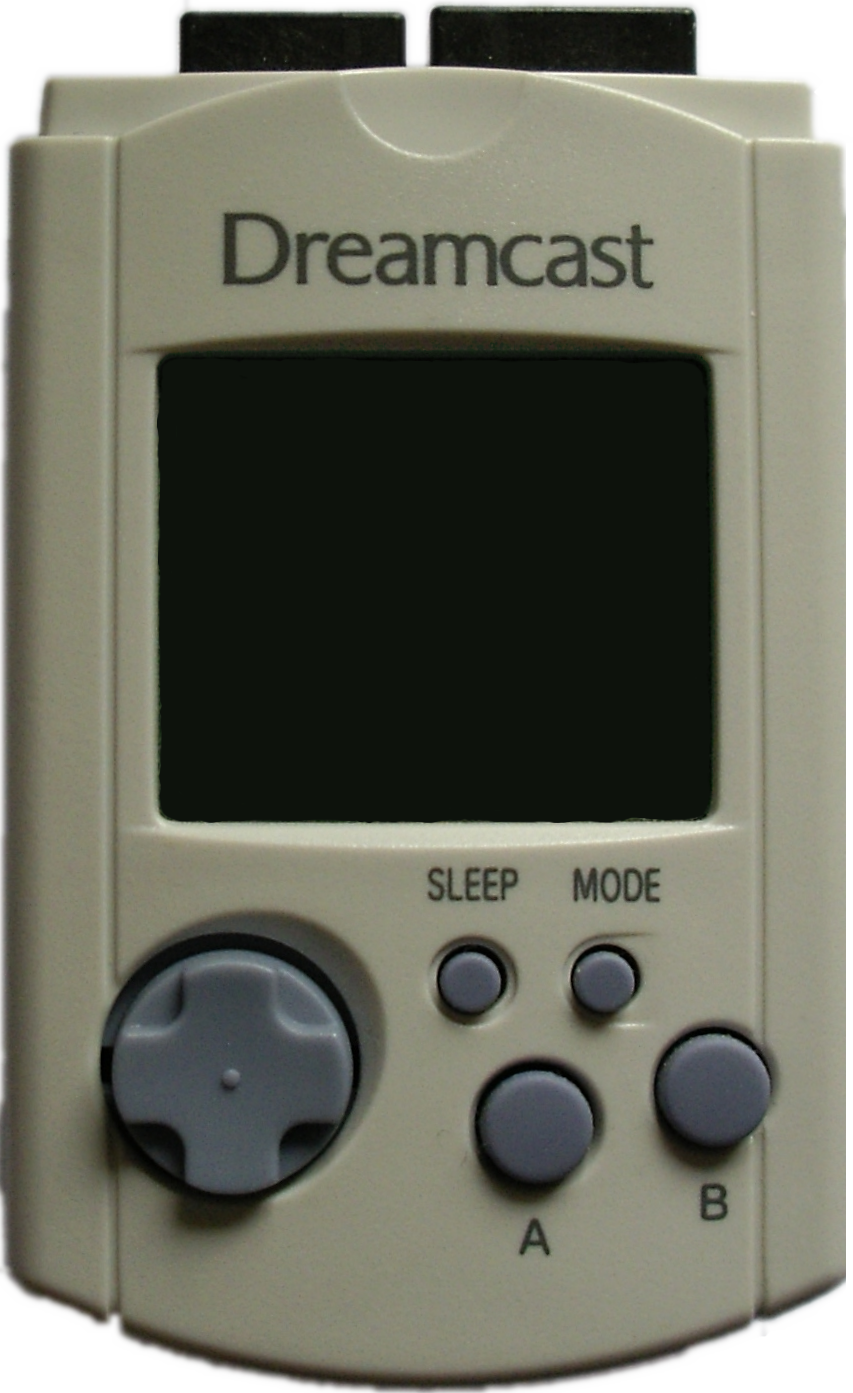
Pour la Dreamcast.